# سكوت باوتشر (ممثل)
سكوت باوتشر (بالإنجليزية: Grayson Boucher)‏ هو لاعب كرة سلة وممثل أمريكي، ولد في 12 يونيو 1984 بكيزر في الولايات المتحدة.
التحق باوتشر بمدرسة مكناري الثانوية ولكنه انتقل إلى أكاديمية سالم القريبة حيث حصل على مرتبة الشرف على مستوى الولاية. يبلغ طوله 5 أقدام و10 بوصات ووزنه 155 رطلاً (178 سم، 70 كجم)، ولم يحصل على أي منحة دراسية في المدرسة الثانوية. التحق باوتشر بكلية المجتمع في كيميكيتا، حيث لعب في فريق كرة السلة. عندما كان في السنة الثانية من عمره، فقد أهليته الجامعية عندما أصبح لاعب كرة شارع محترف. بين عامي 2006 و2008، قضى فترات قصيرة في كرة السلة الاحترافية مع فريق سالم ستامبيد من دوري كرة السلة الدولي وأتلانتا كرونك من دوري كرة السلة الأمريكي.
ومنذ أن انتهت جولة ”أند 1 ميكستاب“، لعب في العديد من فرق كرة الشارع الأخرى، لكن أبرز ما قام به هو تحويل شهرته إلى تدريب لاعبي الدوري الأمريكي للمحترفين، وقناة على يوتيوب تضم أكثر من 8 ملايين مشترك.

## وصلات خارجية
- سكوت باوتشر على موقع IMDb (الإنجليزية)
- سكوت باوتشر على موقع قاعدة بيانات الفيلم (الإنجليزية)
- سكوت باوتشر على موقع كينوبويسك (الروسية)